# Frankie Dusen

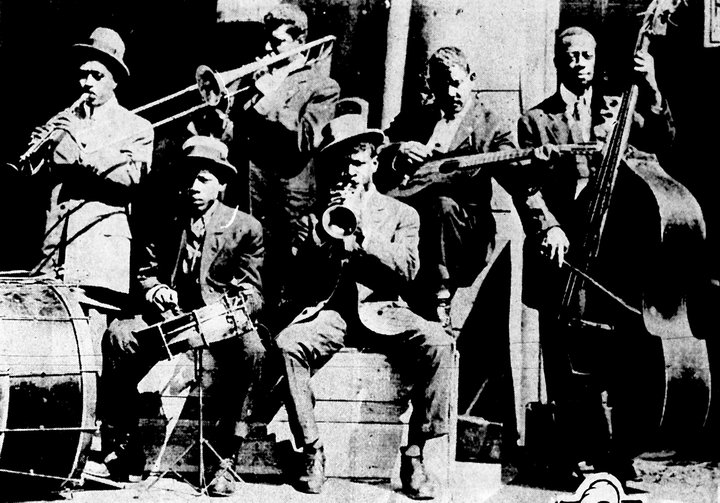
Eagle Band 1916, v.l.n.r. Big Eye Nelson, Chinee Foster, Frankie Dusen (met trombone), Buddy Petit, Lorenzo Staulz en Dandy Lewis

Frank Dusen junior, (ook Duson) (Algiers (Louisiana), 1880 - 1940) was een Amerikaanse trombonist en bandleider in de New Orleans Jazz.
Dusen speelde in New Orleans in de band van Buddy Bolden en nam in 1907, toen Bolden steeds dementer werd, de leiding van de band over. De groep ging toen verder als de Eagle Band en was tot 1917 zeer populair in de stad. In 1917 ging hij met bandleden als Buddy Petit en Wade Whaley naar de in Los Angeles werkende Jelly Roll Morton, maar Morton maakte zich zo vrolijk over de in zijn ogen provinciaalse Dusen, dat deze het jaar erop al naar New Orleans terugkeerde. Hij richtte vervolgens een nieuwe band op, waarmee hij op een Mississippi-boot speelde. Later speelde hij af en toe in het orkest van Louis Dumaine. tevens gaf hij ook wel les. Dusen stierf, arm, rond 1940. Hij heeft nooit opnames gemaakt.